# 句容市林场
句容市林场是位于江苏省句容市的一个国营林场，是镇江市的五个国营林场之一。
林场所在区域属宁镇山脉低山丘陵的中部。1951年10月，林场成立。2005年时，拥有山林面积达2066.67公顷（3.1万余亩）。2012年及之前，在国家统计局网站统计中，所在区域以句容市林场之名列为句容市的一个类似乡级单位。2017年4月，句容市林场被中国林场协会推选为“2016年度全国十佳林场”之一。